# Калаванте
Калаванте́ (фр. Calavanté, окс. Calavantèr) — коммуна во Франции, находится в регионе Юг — Пиренеи. Департамент — Верхние Пиренеи. Входит в состав кантона Турне. Округ коммуны — Тарб.
Код INSEE коммуны — 65120.

## География

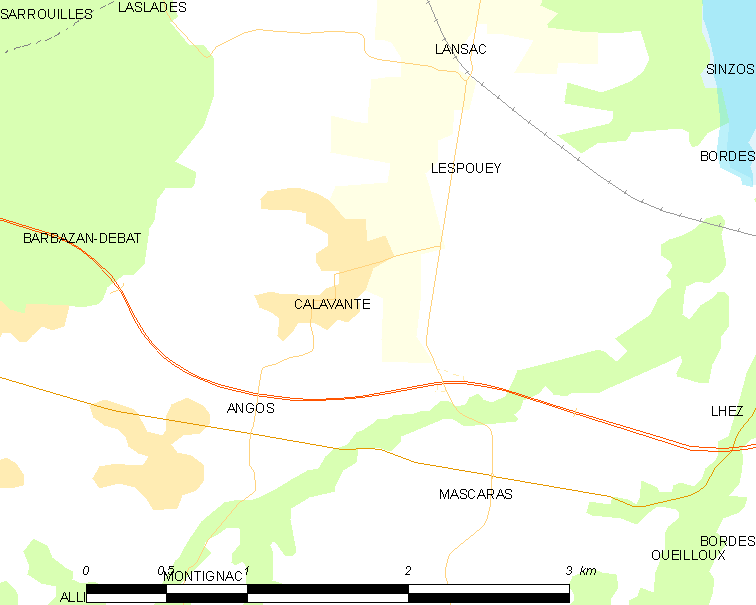
Карта коммуны

Коммуна расположена приблизительно в 650 км к югу от Парижа, в 115 км юго-западнее Тулузы, в 8 км к востоку от Тарба.
Коммуна расположена в местности Бигорр.

## Климат
Климат умеренно-океанический с солнечной тёплой погодой и обильными осадками на протяжении практически всего года.

## Население
Население коммуны на 2010 год составляло 270 человек.
| 1962 | 1968 | 1975 | 1982 | 1990 | 1999 | 2010 |
| ---- | ---- | ---- | ---- | ---- | ---- | ---- |
| 87   | 84   | 129  | 155  | 164  | 186  | 270  |

## Администрация
| Период | Период | Фамилия      | Партия      | Примечания |
| ------ | ------ | ------------ | ----------- | ---------- |
| 2001   | 2008   | Шарль Эскула |             |            |
| 2008   | 2020   | Филипп Лаком | Левый фронт |            |

## Экономика
В 2010 году среди 171 человека трудоспособного возраста (15-64 лет) 140 были экономически активными, 31 — неактивными (показатель активности — 81,9 %, в 1999 году было 67,5 %). Из 140 активных жителей работали 130 человек (63 мужчины и 67 женщин), безработных было 10 (6 мужчин и 4 женщины). Среди 31 неактивных 8 человек были учениками или студентами, 10 — пенсионерами, 13 были неактивными по другим причинам.